# 迪安岩
67°48′S 68°56′W / 67.800°S 68.933°W
迪安岩（英語：Dean Rocks），是南極洲的岩石，位於普雷斯頓島和比格斯島之間，處於阿德萊德島南端，屬於亨克斯群島的一部分，由英國南極名稱諮詢委員會命名，現時由南極條約體系管理。